# Burn Burn
| Críticas profissionais | Críticas profissionais |
| Avaliações da crítica  | Avaliações da crítica  |
| Fonte                  | Avaliação              |
| ---------------------- | ---------------------- |
| allmusic               | link                   |

Burn Burn é o sétimo álbum de estúdio da banda Our Lady Peace, lançado em 21 de julho de 2009.

## Faixas
1. "All You Did Was Save My Life" — 3:49
2. "Dreamland" — 3:36
3. "Monkey Brains" — 4:31
4. "The End Is Where We Begin" — 3:23
5. "Escape Artist" — 4:02
6. "Refuge" — 4:16
7. "Never Get Over You" — 3:57
8. "White Flags" — 3:18
9. "Signs of Life" — 3:14
10. "Paper Moon" — 3:57

## Desempenho nas paradas musicais
| Parada musical (2009)               | Posição |
| ----------------------------------- | ------- |
| Estados Unidos - Billboard 200      | 41      |
| Estados Unidos - Rock Albums        | 1       |
| Estados Unidos - Independent Albums | 4       |
| Estados Unidos - Alternative Albums | 1       |
| Canadá - Canadian Albums Chart      | 5       |

## Créditos
- Duncan Coutts — Baixo, vocal de apoio
- Raine Maida — Vocal
- Steve Mazur — Guitarra, piano, percussão, vocal de apoio
- Jeremy Taggart — Bateria, percussão, vocal de apoio